# Quasipaa taoi
Quasipaa taoi — вид жаб родини Dicroglossidae. Описаний у 2022 році.

## Назва
Новий вид названо на честь в'єтнамського герпетолога д-ра Тао Тхієна Нгуєна з Інституту дослідження геному В'єтнамської академії науки і технологій, на знак визнання його численних наукових внесків у краще розуміння амфібій В'єтнаму.

## Поширення
Quasipaa taoi відомий зі схилів гори Нгоклінь на Центральному нагір'ї у В'єтнамі. Дані, отримані від GenBank, показують, що цей вид також був зареєстрований у провінції Секонг на сході Лаосу.

## Опис
Вид морфологічно відрізняється від своїх родичів за сукупністю таких діагностичних ознак: SVL 79,6–84,3 мм у самців і 64,6–69,9 мм у самиць; голова ширше довжини; наявні вомеринні зуби; зовнішні голосові мішки відсутні; тимпан слабо помітний; спинка з лініями товстих хребтів і невеликих круглих горбків; боки вкриті овальними і круглими горбками; наявність надбарабанної складки; дорсолатеральна складка відсутня; вентролатеральні сторони, вентральна поверхня рук і всі пальці з шипами у самців; відсутність шипів на грудях і череві у самців; пальці повністю перетинчасті до дистальної частини кінцевої фаланги; в житті спина темно-коричнева, груди і черево бездоганно білі.